# مارک کولیچ
مارک کولیچ (چکی: Marek Kulič؛ زادهٔ ۱۱ اکتبر ۱۹۷۵) بازیکن فوتبال اهل جمهوری چک بود.
از باشگاه‌هایی که در آن بازی کرده‌است می‌توان به باشگاه فوتبال هرادتس کرالووه، باشگاه فوتبال اسپارتا پراگ، و باشگاه فوتبال ملادا بولسلاف اشاره کرد.
وی همچنین در تیم ملی فوتبال جمهوری چک بازی کرده‌است.